# Шумилкин, Владимир Андреевич
Влади́мир Андре́евич Шуми́лкин (укр. Шумілкін Володимир Андрійович; 12 мая 1959 года, село Малые Ичалки, Мордовская АССР) — украинский политик, депутат Харьковского областного совета, член партии Единый центр, бывший городской глава Харькова в 2002—2006 годах. Автор 15 изобретений и более сотни научных работ, является членом-корреспондентом Академии прикладной радиоэлектроники. Награждён государственным орденом Украины «За заслуги» III степени. По национальности — эрзя. Женат, двое детей.

## Образование и военная служба
Родился в 1959 году в семье колхозников Анны Ефимовны и Андрея Матвеевича Шумилкиных; первые годы жизни прошли в Мордовии. В 1964 году семья переехала в посёлок Золотое Поле Кировского района Автономной Республики Крым.
В 1976 году окончил среднюю школу в Золотом Поле, в 1981 с золотой медалью — Харьковское высшее военное командное училище имени Маршала Советского Союза Крылова Н. И. (ХВВКУ). Служил в том же училище до 1990 года; в 1988 защитил диссертацию на соискание учёной степени кандидата технических наук. В 1997 году окончил Национальную юридическую академию имени Ярослава Мудрого по специальности правоведение. 25 февраля 1999 года в звании полковника уволен в запас.

## Политическая карьера
В 1990 году был избран в Дзержинский районный совет народных депутатов города Харькова; с 18 мая 1990 года — председатель Дзержинского районного совета, с 15 января 1991 — также и председатель исполнительного комитета совета; обе должности занимал до 2000 года (советы І, ІІ и ІІІ созывов). В марте 2000 года назначен заместителем председателя Харьковской областной государственной администрации. В сентябре 2000 года избран главой областной организации Народно-демократической партии (НДП).
В 2002 году победил на выборах городского головы Харькова. Возглавлял областную федерацию лёгкой атлетики и областное отделение Национального олимпийского комитета, стал вице-президентом Ассоциации городов и общин Украины, а также вице-президентом Международной ассоциации «Породнённые города».
В 2006 году проиграл на выборах городского головы Михаилу Марковичу Добкину. 26 марта 2006 года избран депутатом в Харьковский областной совет. В июне 2008 года избран председателем Харьковской областной организации партии Единый центр; в июле 2008 года стал главой секретариата Единого Центра.

## Награды
- лауреат Всеукраинской программы «Лидеры регионов» (2002)
- орденом «За заслуги» III степени (2004)
- лауреат IX общенациональной программы «Человек года» в номинации «Городской голова года» (2004)[4].